# Волейбол
Волейбо́л (англ. volleyball от volley — «удар с лёту» и ball — «мяч») — вид спорта, командная спортивная игра, в процессе которой две команды соревнуются на специальной площадке, разделённой сеткой, стремясь направить мяч на сторону соперника таким образом, чтобы он приземлился на площадке противника (добить до пола), либо чтобы игрок защищающейся команды допустил ошибку. При этом для организации атаки игрокам одной команды разрешается не более трёх касаний мяча подряд (в дополнение к касанию на блоке).
Волейбол — неконтактный, комбинационный вид спорта, где каждый игрок имеет строгую специализацию на площадке. Важнейшими качествами для игроков в волейбол являются прыгучесть для возможности высоко подняться над сеткой, реакция, координация, физическая сила для эффективного произведения атакующих ударов.
Для любителей волейбол — распространённое развлечение и способ отдыха благодаря простоте правил и доступности инвентаря, обычно проводимое на специальных пляжных площадках или спортзалах.
Центральный орган волейбола как международного вида спорта, определяющий свод правил — Международная федерация волейбола, FIVB. Волейбол входит в программу Олимпийских игр с 1964 года.
Человек, играющий в эту игру — волейболи́ст.
Существуют многочисленные варианты волейбола, ответвившиеся от основного вида — пляжный волейбол (олимпийский вид с 1996 года), волейбол на снегу, мини-волейбол, пионербол, парковый волейбол (утверждённый конгрессом FIVB в ноябре 1998 года в Токио), волейбол сидя (паралимпийский вид спорта).

## История

### Происхождение волейбола
Изобретателем волейбола считается Уильям Дж. Морган, преподаватель физического воспитания колледжа Ассоциации молодых христиан (YMCA) в городе Холиоке (штат Массачусетс, США). В 1895 году в спортивном зале он подвесил теннисную сетку на высоте 198 см, и его ученики, число которых на площадке не ограничивалось, стали перебрасывать через неё баскетбольный мяч. Морган назвал новую игру «минтонет». Позже игра демонстрировалась на конференции колледжей ассоциации молодых христиан в Спрингфилде и по предложению профессора Альфреда Т. Хальстеда получила новое название — «волейбол». В 1897 году в США были опубликованы первые правила волейбола: размер площадки 7,6×15,1 м (25 x 50 футов), высота сетки 198 см (6,5 фута), мяч окружностью 63,5—68,5 см (25—27 дюймов) и массой 340 г, количество игроков на площадке и касаний мяча не регламентировалось, очко засчитывалось только при собственной подаче, при неудачной подаче её можно было повторить, играли до 21 очка в партии.
В процессе развития игры её правила, техника и тактика постоянно совершенствовались. Основные правила, часть из которых дошла до наших дней, сформировались в 1915—1925 годах: с 1917 года розыгрыш партии был ограничен 15 очками, а высота сетки составила 243 см; в 1918 году было определено количество игроков на площадке — шесть; с 1922 года разрешено не более трёх касаний мяча; в 1925 году утверждены современные размеры площадки, размеры и вес волейбольного мяча. Эти правила применялись в странах Америки, Африки и Европы, в то время как в Азии вплоть до начала 1960-х годов играли по собственным правилам: с девятью или двенадцатью игроками на площадке 11×22 м без смены позиций игроками во время матча.
В 1922 году проведены первые общенациональные соревнования — в Бруклине состоялся чемпионат YMCA с участием 23 мужских команд. В 1924 году был образован Союз баскетбола и волейбола Чехословакии — первая в Европе спортивная организация по волейболу. Во второй половине 1920-х годов возникли национальные федерации Болгарии, СССР, США и Японии. В тот же период формируются главные технические приёмы — подача, передачи, атакующий удар и блок. На их основе возникает тактика командных действий. В 1930-е годы появились групповой блок и страховка, варьировались атакующие и обманные удары. В 1936 году на конгрессе международной федерации по гандболу, проводившемся в Стокгольме, делегация Польши выступила с инициативой организовать технический комитет по волейболу как часть федерации по гандболу. Была образована комиссия, в которую вошли 13 стран Европы, 5 стран Америки и 4 страны Азии. Членами этой комиссии в качестве основных были приняты американские правила с незначительными изменениями: замеры проводились в метрических пропорциях, мяча можно было касаться всем телом выше пояса, после касания мяча на блоке игроку было запрещено повторное касание подряд, высота сетки для женщин — 224 см, зона подачи была строго ограничена.

### Послевоенная история
По окончании Второй мировой войны (1939—1945) стали расширяться международные контакты. 18—20 апреля 1947 года в Париже состоялся первый конгресс Международной федерации волейбола (FIVB) с участием представителей 14 стран: Бельгии, Бразилии, Венгрии, Египта, Италии, Нидерландов, Польши, Португалии, Румынии, США, Уругвая, Франции, Чехословакии и Югославии, которые и стали первыми официальными членами FIVB. В 1949 году в Праге состоялся первый чемпионат мира среди мужских команд. В 1951 году на конгрессе в Марселе FIVB утвердила официальные международные правила, а в её составе были образованы арбитражная комиссия и комиссия по разработке и совершенствованию правил игры. Были разрешены замены игроков и тайм-ауты в партиях, матчи как мужских, так и женских команд стали проводиться в 5 партий.
Первым президентом FIVB был избран французский архитектор Поль Либо, впоследствии неоднократно переизбиравшийся на этот пост до 1984 года. В 1957 году на 53-й сессии Международного олимпийского комитета волейбол был объявлен олимпийским видом спорта; на 58-й сессии принято решение о проведении волейбольных соревнований среди мужских и женских сборных на Играх XVIII Олимпиады в Токио. После токийской Олимпиады было внесено существенное изменение в правила игры — блокирующим разрешили переносить руки над сеткой на сторону соперника и повторно касаться мяча после блокирования. В 1970 году введены антенны на краях сетки, в 1974 году появились судейские жёлтая и красная карточки.
В международных соревнованиях 1960—1970-х годов наибольших успехов добивались национальные сборные команды СССР, Чехословакии, Польши, Румынии, Болгарии, Японии. У женщин вплоть до московской Олимпиады-1980 наиболее значимым выглядело соперничество советской и японской школ — сборные СССР и Японии разыгрывали друг с другом золотые медали на первых четырёх олимпийских турнирах и одержали в них по две победы. Определённых успехов также добились сборные Польши, ГДР, Румынии, Чехословакии, Северной и Южной Кореи. В 1978 году привычную расстановку сил в женском волейболе нарушила сборная Кубы, неожиданно при огромном преимуществе над соперниками выигравшая проводившийся в Советском Союзе чемпионат мира.

### Развитие игры в 1980—1990-е годы
В 1984 году Поля Либо сменил на посту президента FIVB доктор Рубен Акоста, адвокат из Мексики. По инициативе Рубена Акосты произведены многочисленные изменения в правилах игры, направленные на повышение зрелищности соревнований и «телегеничности» волейбола, связанной с сокращением продолжительности матчей. Накануне Олимпийских игр-1988 в Сеуле состоялся XXI конгресс FIVB, где были приняты изменения в регламенте решающей пятой партии: она стала играться по системе «ралли-пойнт», или «тай-брейк» («розыгрыш — очко»), в 1990-е годы также устанавливался «потолок» в 17 очков для первых четырёх партий (то есть они могли заканчиваться при преимуществе соперников в 1 очко со счётом 17:16). Проводился эксперимент с ограничением волейбольных партий по времени, однако в октябре 1998 года на конгрессе FIVB в Токио было принято ещё более революционное решение — играть по системе «ралли-пойнт» каждую партию: первые четыре до 25 очков, пятую — до 15. В 1996 году разрешены касание мяча любой частью тела (в том числе ногой), в 1997 году FIVB предложила национальным сборным включать в свои составы игрока либеро.
В этот период продолжали совершенствоваться техника и тактика игры. В начале 1980-х появилась подача в прыжке и почти перестала применяться боковая подача, увеличилась частота нападающих ударов с задней линии, произошли изменения в способах приёма мяча — прежде непопулярный приём снизу стал господствующим, а приём сверху с падением почти исчез. Сузились игровые функции волейболистов: например, если раньше в приёме были задействованы все шесть игроков, то с 1980-х годов выполнение этого элемента стало обязанностью двух доигровщиков.
Игра стала более силовой и быстрой. Волейбол увеличил требования к росту и атлетической подготовке спортсменов. Если в 1970-е годы в команде могло не быть вообще ни одного игрока ростом выше 2-х метров, то с 1990-х годов всё изменилось. В командах высокого класса ниже 195—200 см обычно только связующий и либеро. В число сильнейших добавились новые команды — Бразилия, США, Куба, Италия, Нидерланды, Югославия.
С 1990 года стала разыгрываться Мировая лига — ежегодное коммерческое соревнование, призванное увеличить популярность волейбола во всём мире. С 1993 года проводится аналогичное соревнование у женщин — Гран-при. Со второй половины 1980-х годов в Италии создаётся первая по-настоящему профессиональная лига, организация которой становится примером для национальных чемпионатов других стран.
В 1985 году в Холиоке открыт волейбольный Зал славы, в который заносятся имена наиболее выдающихся игроков, тренеров, команд, организаторов, судей.

### Волейбол в XXI веке
С 2016 года FIVB объединяет 222 национальные федерации волейбола. Наиболее развит волейбол как вид спорта в таких странах, как Бразилия, США, Китай, Россия, Польша, Италия, Сербия, Япония. Действующим чемпионом мира среди мужчин является сборная Италии, среди женщин — сборная Сербии.
В 2008—2012 годах в должности президента Международной федерации волейбола работал китаец Вэй Цзичжун, в 2012—2024 годах — бразилец Ари Граса, 16 ноября 2024 года на XXXIX Конгрессе FIVB в Порту новым президентом организации выбран соотечественник Грасы Фабио Азеведо.
Руководство FIVB продолжает вести работу над усовершенствованием волейбольных правил. Некоторые изменения по толкованию ошибок «касание сетки» и «заступ» на игровую половину противника, уточнению определения блокирования, расширению заявки команды на официальные международные турниры до 14 игроков, 2 из которых либеро, были утверждены в 2009 году на XXXI конгрессе FIVB в Дубае. В том же году на клубном чемпионате мира в Дохе (этот турнир был возрождён после 17-летнего перерыва) была опробована так называемая «золотая формула», согласно которой принимающая команда свою первую атаку должна проводить строго с задней линии. На практике это нововведение, которое по замыслу должно способствовать выравниванию возможностей соперников и позволить мячу дольше находиться в воздухе, не только не дало ожидаемого эффекта, но и привело к уменьшению зрелищности игры, за что было подвергнуто критике со стороны многих игроков, тренеров, специалистов и любителей волейбола и больше не применялось.
По новой редакции правил, вступившей в действие в 2013 году, наказание игрока жёлтой карточкой не сопровождается проигрышем очка. В апреле 2013 года было принято решение отложить реализацию правила, ужесточающего требования к приёму подачи сверху и вместе с тем предложено рассмотреть вопрос о сокращении продолжительности партии с 25 до 21 выигранного очка и уменьшении пауз между розыгрышами мяча. В том же году последнее нововведение было опробовано в турнирах Евролиги, чемпионате мира среди мужских старших молодёжных команд, чемпионатах Бразилии, но дальнейшего распространения не получило. Также с 2013 года на международных соревнованиях под эгидой FIVB и CEV активно применяется система видеопросмотров.
1 ноября 2014 года на XXXIV конгрессе FIVB, состоявшемся в Кальяри, было отменено принятое в 2009 году правило, допускавшее касание сетки, если оно не создавало помеху для игры соперника. Как и прежде, любое касание игроком сетки стало считаться ошибкой. Кроме того, для международных соревнований конгресс принял решение об уменьшении размера свободной зоны от лицевых линий с 8 до 6,5 м, внесении в заявку на матчи всех 14 допущенных к турниру игроков и возможности уменьшения по предложению спонсоров и телевидения тренерских и/или технических тайм-аутов.

### Призёры Олимпийских игр
|      |                | Мужчины    | Мужчины      | Мужчины      | Женщины  | Женщины  | Женщины          |
| Игры | Игры           | Золото     | Серебро      | Бронза       | Золото   | Серебро  | Бронза           |
| 1964 | Токио          | СССР       | Чехословакия | Япония       | Япония   | СССР     | Польша           |
| 1968 | Мехико         | СССР       | Япония       | Чехословакия | СССР     | Япония   | Польша           |
| 1972 | Мюнхен         | Япония     | ГДР          | СССР         | СССР     | Япония   | КНДР             |
| 1976 | Монреаль       | Польша     | СССР         | Куба         | Япония   | СССР     | Республика Корея |
| 1980 | Москва         | СССР       | Болгария     | Румыния      | СССР     | ГДР      | Болгария         |
| 1984 | Лос-Анджелес   | США        | Бразилия     | Италия       | Китай    | США      | Япония           |
| 1988 | Сеул           | США        | СССР         | Аргентина    | СССР     | Перу     | Китай            |
| 1992 | Барселона      | Бразилия   | Нидерланды   | США          | Куба     | СНГ      | США              |
| 1996 | Атланта        | Нидерланды | Италия       | Югославия    | Куба     | Китай    | Бразилия         |
| 2000 | Сидней         | Югославия  | Россия       | Италия       | Куба     | Россия   | Бразилия         |
| 2004 | Афины          | Бразилия   | Италия       | Россия       | Китай    | Россия   | Куба             |
| 2008 | Пекин          | США        | Бразилия     | Россия       | Бразилия | США      | Китай            |
| 2012 | Лондон         | Россия     | Бразилия     | Италия       | Бразилия | США      | Япония           |
| 2016 | Рио-де-Жанейро | Бразилия   | Италия       | США          | Китай    | Сербия   | США              |
| 2020 | Токио          | Франция    | ОКР          | Аргентина    | США      | Бразилия | Сербия           |
| 2024 | Париж          | Франция    | Польша       | США          | Италия   | США      | Бразилия         |

## Крупнейшие соревнования
| Соревнования     | проведён впервые | проведён впервые | следующий                                 | следующий                               | Детали                                                                            |
|                  | мужчины          | женщины          | мужчины                                   | женщины                                 |                                                                                   |
| Под эгидой FIVB  |                  |                  |                                           |                                         |                                                                                   |
| Олимпийские игры | 1964 Токио       | 1964 Токио       | 2028 Лос-Анджелес                         | 2028 Лос-Анджелес                       | Проводятся раз в 4 года                                                           |
| Чемпионат мира   | 1949 Прага       | 1952 Москва      | 2025 Филиппины                            | 2025 Таиланд                            | С 2025 года будет проводиться раз в 2 года                                        |
| Лига наций       | 2018             | 2018             | 2025                                      | 2025                                    | Проводится ежегодно, учреждена взамен Мировой лиги (мужчины) и Гран-при (женщины) |
| Под эгидой CEV   |                  |                  |                                           |                                         |                                                                                   |
| Чемпионат Европы | 1948 Рим         | 1949 Прага       | 2026 Болгария, Финляндия, Италия, Румыния | 2026 Азербайджан, Швеция, Чехия, Турция | Проводится раз в 2 года                                                           |
| Евролига         | 2004 Опава       | 2009 Кайсери     | 2025                                      | 2025                                    | Проводится ежегодно                                                               |

## Правила игры

### Общие правила
Игра ведётся на прямоугольной площадке размером 18х9 метров. Волейбольная площадка разделена посередине сеткой. Высота сетки для мужчин — 2,43 м, для женщин — 2,24 м.
Игра ведётся сферическим мячом окружностью 65—67 сантиметров, массой 260—280 г.
Каждая из двух команд может иметь в составе до 14 игроков, на поле во время игры могут находиться 6 игроков. Цель игры — атакующим ударом добить мяч до пола, то есть до игровой поверхности площадки половины противника, или заставить его ошибиться.
Игра начинается вводом мяча при помощи подачи согласно жребию. После ввода мяча подачей и успешного розыгрыша подача переходит к той команде, которая выиграла очко.
Площадка по количеству игроков условно разделена на 6 зон. После каждого перехода право подачи переходит от одной команды к другой в результате розыгрыша очка, игроки перемещаются в следующую зону по часовой стрелке.

### Расстановка
Чёткой границы между зонами 1—6 нет, однако существуют ограничения на расстановку и действия игроков на площадке:
1) Игроки делятся на «переднюю линию» (зоны 2, 3, 4) и «заднюю линию» (зоны 1, 5, 6). Игроки задней линии не могут ставить блок и атаковать выше троса в передней зоне около сетки (ближе трёхметровой линии).
2) Во время подачи игроки на каждой стороне должны стоять так, чтобы игрок задней линии не находился ближе к сетке, чем соответствующий ему игрок передней линии (1 не ближе 2, 6 не ближе 3, 5 не ближе 4), также должен соблюдаться порядок внутри каждой из линий: слева направо должны располагаться игроки 4, 3 и 2; также слева направо должны располагаться игроки 5, 6 и 1. Однако правила, например, не запрещают игроку 5 зоны стоять ближе к сетке, чем игрок зоны 3.
3) После подачи игроки могут произвольно перемещаться по своей площадке и свободной зоне.
В современном профессиональном волейболе игроки специализируются на игре в определённой зоне («амплуа игроков»), перед подачей они встают на площадке так, чтобы выполнить требования к расстановке, а после подачи перемещаются в удобную для себя зону до конца розыгрыша.

### Подача
Выполняет подачу игрок, который в результате последнего перехода перемещается из второй в первую зону.
Подача производится из зоны подачи за задней линией игровой площадки с целью приземлить мяч на половине противника или максимально усложнить приём. Не допускается заступ на игровую площадку во время подачи.
В полёте мяч может коснуться сетки, но не должен касаться антенн или их мысленного продолжения вверх. Если мяч коснётся поверхности игровой площадки на стороне принимающей команды, подающей команде засчитывается очко. Если игрок, который подавал, нарушил правила или отправил мяч в аут, то очко засчитывается принимающей команде. Не разрешается блокировать мяч при подаче, прерывая его траекторию над сеткой.
Если очко выиграно командой, которая подавала мяч, то подачу продолжает выполнять тот же игрок.
В современном волейболе наиболее распространена силовая подача в прыжке. Её противоположностью является укороченная (планирующая, тактическая) подача, когда мяч направляется близко к сетке.

### Приём подачи
Обычно принимают мяч игроки, стоящие на задней линии, то есть в 5-й, 6-й, 1-й зонах. Однако принять подачу может любой игрок. Игрокам принимающей команды разрешается сделать три касания (игроку нельзя дважды подряд трогать мяч) и максимум третьим касанием перевести мяч на половину противника.
Обрабатывать мяч на приёме можно в любом месте площадки и свободного пространства, но только не на самой половине площадки противника. При этом если приходится пасом переводить мяч обратно на свою игровую половину, вторая передача из трёх не может проходить между антеннами, а обязательно должна проходить мимо антенн.
При приёме не допускается никакая задержка мяча при его обработке, хотя принимать мяч можно любой частью тела.
Планирующую подачу могут принимать 2 игрока на задней линии, но для приёма силовой подачи требуется уже 3 игрока.

### Атака
Выдержка из Официальных волейбольных правил:

14.1.1 Все действия, в результате которых мяч направляется на сторону соперника, исключая подачу и блок, считаются атакующими ударами.

— Официальные правила волейбола 2015-2016
Обычно при хорошем приёме мяч принимается игроками задней линии (1-е касание) и доводится до связующего игрока. Связующий передаёт (2-м касанием) мяч игроку для выполнения атакующего удара (3-е касание).
При атакующем ударе мяч должен пройти над сеткой, но в пространстве между двумя антеннами, при этом мяч может задеть сетку, но не должен задевать антенны или их мысленные продолжения вверх.
Игроки передней линии могут атаковать с любой точки площадки.
Игроки задней линии перед атакой должны отталкиваться за специальной трёхметровой линией.
Либеро может атаковать, только если мяч (хотя бы частично) находится ниже линии верхнего края сетки.
Различают атакующие удары: прямые (по ходу) и боковые, удары с переводом вправо (влево) и обманные удары (скидки). Все атакующие удары выполняются только на своей стороне, переносить руки на сторону противника можно только после выполнения удара.

### Блокирование
Это игровой приём, при котором защищающаяся команда препятствует переводу мяча при атаке противника на свою сторону, перекрывая его ход любой частью тела над сеткой, обычно руками, перенесёнными на сторону противника в рамках правил.
Разрешается переносить руки на сторону противника при блокировании в той степени, чтобы они не мешали противнику до его атаки или другого игрового действия.
Блок может быть одиночным или групповым (двойным, тройным).
Касание блока не считается за одно из трёх касаний.
Блокировать могут только те игроки, что стоят на передней линии, то есть в зонах 2, 3, 4.

### Защита (приём атаки)
Приём атакующего удара отличается от приёма подачи, так как в защите в обязательном порядке всегда участвуют все 6 игроков, находящихся на площадке; некоторые игроки передней линии ставят блок (иногда все трое), а все остальные играют в защите. Цель защищающихся оставить мяч в игре и по возможности довести его пасующему. Защита может быть эффективной только в случае согласованных действий всех игроков команды, поэтому были разработаны схемы игры в защите, из которых прижились только две: «углом назад» и «углом вперёд». В обеих схемах крайние защитники стоят по боковым линиям, выходя из-за блока в 5-6 метрах от сетки, а вот защитник в 6 зоне, в соответствии с названием схемы, играет или непосредственно позади блока (ловит скидки за блок), или за лицевой линией (играет дальние рикошеты от блока).

### Либеро
Один или двое игроков (до 2009 года — только один игрок) команды могут быть назначены либеро. Игроки этого амплуа не могут участвовать в блоке, подавать, выполнять нападающий удар по мячу, полностью находящемуся выше верхнего края сетки.
Форма либеро должна отличаться от формы остальных игроков. Разрешается заменять либеро неограниченное количество раз, не ставя в известность судью. Так как либеро не имеет права атаковать и блокировать, он обычно находится на задней линии, меняясь позицией с игроками, которых выгодно держать на передней линии, например, с центральным блокирующим.
С выходом редакции правил 2021—2024 годов, игроку либеро позволено быть как игровым капитаном, так и капитаном команды. До этого момента либеро не мог быть капитаном.

### Регламент
Матч заканчивается, когда одна из команд выиграет три партии. До начала матча первый судья в присутствии капитанов команд проводит жеребьёвку, победитель которой выбирает либо мяч (подачу или приём), либо сторону площадки. После окончания каждой партии команды меняются сторонами площадки, а при счете 2:2 перед пятой партией проводится новая жеребьёвка. При достижении одной из команд 8 очков в пятой партии производится смена сторон.
Волейбольная партия не ограничена во времени и продолжается до 25 очков, в пятой партии (тай-брейк) счёт идёт до 15 очков. При этом если преимущество над противником не достигло 2 очков, партия будет продолжаться до тех пор, пока это не произойдёт.
В каждой партии тренер каждой из команд может попросить два тайм-аута по 30 секунд. Дополнительно в первых 4 партиях назначаются технические тайм-ауты по достижении одной из команд 8 и 16 очков (по 60 секунд).
В каждой партии тренер имеет право произвести не более 6 замен полевых игроков (кроме либеро), причём заменённый игрок может в той же партии вернуться на площадку только вместо того игрока, который его ранее заменил, после чего последний не сможет выходить на площадку до следующей партии. Также в случае травмы волейболиста, который не может продолжать игру, команде, ранее уже использовавшей все 6 замен, может быть разрешена так называемая «исключительная» замена.

### Нарушения правил
Ниже перечислены наиболее характерные для игры ошибки игроков и тренера.

#### При подаче
- Игрок заступил ногой на площадку.
- Игрок подбросил и поймал мяч или не коснулся мяча.
- Мяч касается антенны, игрока подающей команды или не пересекает вертикальную плоскость сетки полностью через площадь перехода, выходит в аут.
- Подача, совершённая до свистка судьи, не засчитывается и повторяется.
- По истечении 8 секунд после свистка судьи мяч передаётся команде соперников.

#### При розыгрыше
- Сделано более трёх касаний (не учитывая блок).
- Касание игроком сетки между антеннами, касание антенны[26].
- Заступ игроком «задней линии» трёхметровой линии при атаке.
- Двойное касание или задержка мяча.
- Переход центральной линии стопой полностью (фиксируется по проекции стопы на площадку).
- Ошибка второй передачи

#### Регламент
- Нарушение расстановки.
- Неспортивное поведение одного из игроков или тренера.

Виды наказаний
- Предупреждение (игроку, тренеру или всей команде предъявляется жёлтая карточка): за первый случай затяжки времени или неспортивного поведения; санкция считается профилактической и, кроме предъявления карточки, последствий не имеет, хотя и заносится в игровой протокол;
- Замечание (игроку или тренеру предъявляется красная карточка): за первый случай грубого поведения либо за повторное неспортивное поведение; получившая замечание команда наказывается проигрышем очка и потерей подачи;
- Удаление (игроку или тренеру предъявляются жёлтая и красная карточки, которые судья держит вместе в одной руке): за первый случай оскорбительного поведения либо за повторный случай грубого поведения; удалённый участник матча должен покинуть игровую площадку с правом замены (тренер — командную зону) и до конца партии находиться на специальном месте для удалённых; по окончании партии он может продолжить участие в игре;
- Дисквалификация (игроку или тренеру предъявляются жёлтая и красная карточки, которые судья держит в руках раздельно): за агрессивное поведение, либо за повторный случай оскорбительного поведения, либо за третий случай грубого поведения; дисквалифицированный игрок или тренер должен покинуть место проведения соревнований (игрок — с правом замены), при этом он лишается права участвовать в матче до его окончания.

## Амплуа игроков
| № | амплуа                                             | представители                                                   | характеристика |
| 1 | Доигровщик (нападающий второго темпа)              | Жиба Франческа Пиччинини Елена Година Сергей Тетюхин            | Атакуют с краёв сетки и «пайп»; вместе с игроком либеро участвуют в приёме. Основная зона ответственности — приём подачи соперника и атака со сложных, неудобных передач на организованном блоке (часто во время «доигровки» розыгрыша после защитных действий своей команды). В современном профессиональном волейболе определяющим качеством является именно игра на приёме (хороший приём позволяет связующему организовывать успешные скоростные атаки). Во время подачи соперника игроки так выбирают места на площадке, чтобы подачу всегда принимали два доигровщика и игрок либеро (а остальные игроки встают так, чтобы упростить выход связующего к сетке и при этом не нарушить правила расстановки). |
| 2 | Диагональный                                       | Иван Милькович Росир Кальдерон Максим Михайлов Екатерина Гамова | Самые высокие, мощные и прыгучие игроки команды. Атакуют с передней и с задней линии (обычно из зоны 2 или 1 номера), не участвуют в приёме, тем самым всегда готовы к атаке. В современном волейболе, как правило, несут основную нагрузку в нападении, зарабатывая больше всех очков в атаке по ходу матча. |
| 3 | Центральный блокирующий (нападающий первого темпа) | Луиджи Мастранджело Валевска Дмитрий Мусэрский Юлия Меркулова   | Как правило, самые высокорослые игроки. Основная зона ответственности — блокирование атак соперника. Также сами атакуют из 3-й зоны по невысоким скоростным передачам («взлёт», «атака первым темпом»). За счёт высокого роста и быстрого перемещения вдоль сетки профессиональные игроки часто успевают во время атаки соперника поставить сразу два блока: сначала против возможного «первого темпа» в зоне 3 номера, а затем переместиться в зону 2 или 4 номера и «пристроиться» к своему партнёру, поставив двойной блок против атаки «вторым темпом». Обычно не участвуют в приёме, на задней линии центрального блокирующего замещает игрок либеро.                                                       |
| 4 | Связующий                                          | Никола Грбич Ёсиэ Такэсита Вячеслав Зайцев Ирина Кириллова      | Отдают передачи, определяют игру и варианты атаки своих партнёров. Связующие могут сами набирать очки за счёт скидок (или неожиданных ударов «по второму мячу» вместо передачи) и подач. Обычно выполняют передачу примерно из зоны 3 номера (или между 2-й и 3-й зонами). В профессиональном волейболе при наиболее распространенной схеме 5-1 связующий выполняет большое количество перемещений на площадке, при каждой атаке своей команды сначала выбегая к сетке для передачи, а затем возвращаясь на свою текущую позицию (на передней или на задней линии). |
| 5 | Либеро                                             | Кшиштоф Игначак Чжан На Екатерина Уланова Алексей Вербов        | Основной принимающий и защитник, рост обычно < 190 см. Обычно либеро замещает на задней линии центрального блокирующего. Правила допускают наличие в составе команды двух игроков либеро, иногда они специализируются по игровым функциям: один либеро выходит во время подачи соперника для приёма, другой выходит во время своей подачи для защиты от атак соперника. Поскольку правила запрещают либеро подавать подачу и участвовать в атаке, игроки либеро практически никогда (за исключением курьёзных случаев) не выигрывают очки. |

## Тактика игры

### Схемы игры
Под схемой игры понимается качественный и количественный состав игроков различных амплуа на площадке. Наиболее распространённые схемы игры 4-2, 5-1 и 6-2, где 2-1-2 — количество связующих на площадке, а 4-5-6 — условное количество атакующих игроков. По схеме 4-2 играют 2 связующих, расположенных по диагонали друг к другу. Таким образом во всех расстановках на передней линии есть только один связующий, он же и отдаёт передачи. По схеме 5-1, на площадке находится только один пасующий, который во всех расстановках выходит в 3-ю зону и оттуда отдаёт вторую передачу. Схема 6-2 аналогична схеме 4-2, за тем исключением что пасует всегда тот связующий, который по расстановке на текущий момент находится на задней линии. Эта схема позволяет пасующему во всех расстановках иметь трёх нападающих на передней линии. Схема 4-2 является самой простой и используется на данный момент только любителями. Схема 5-1 сложна для пасующего, но используется повсеместно. Схема 6-2 такая же сложная, как и 5-1, использовалась только до появления игроков либеро. Она накладывает особые требования к пасующим, которые должны принимать подачу как доигровщики и атаковать не хуже доигровщиков (находясь на передней линии). Для этой схемы идеально подходят универсальные игроки, пришедшие из пляжного волейбола.

### Тактические комбинации
Групповые тактические действия игроков в нападении проявляются в определённых тактических комбинациях — заранее согласованных и разученных взаимодействиях, при которых один из игроков атакует первым темпом (с низкой скоростной передачи), а другой — вторым темпом (с высокой или средней передачи). Комбинации имеют определённые названия: «волна», «крест», «эшелон», «возврат».
В комбинации волна выход к сетке нападающих первого и второго темпа характерен наличием параллельных путей перемещения. Игрок зоны 3 совершает стремительный разбег для атаки с низкой передачи («идёт на взлёт»), но пас получает находящийся рядом с ним игрок зоны 4. Игрок зоны 3 при этом имитирует удар, отвлекая блокирующих соперника, что позволяет игроку зоны 4 успешно завершить атаку.
В комбинации эшелон действия игрока зоны 3 те же, а игрок зоны 4 изменяет направление разбега таким образом, чтобы выпрыгнуть для удара за его спиной. Передача при этом несколько удаляется от сетки. Часто применяемая в современном волейболе комбинация пайп отличается от «эшелона» тем, что в ней участвует игрок из 6-й зоны, выпрыгивающий на удар из-за линии нападения.
В комбинации крест игрок зоны 3 «идёт на взлёт», а нападающий зоны 2, передвигаясь скрестно за спиной партнёра, выполняет атаку из 3-й зоны.
В комбинации возврат выход игрока первого темпа производится по обычной схеме, а игрок второго темпа демонстрирует выход к сетке по типу комбинации «крест» или «эшелон», после чего возвращается в свою зону и производит в ней нападающий удар.
Если комбинации выполняются таким образом, что рядом со связующим действует игрок второго темпа, то они являются «обратными» (обратный крест, обратная волна), а если оба атакующих действуют с разных сторон от связующего, то они называются «смешанными».

## Словарь терминов и жаргонных выражений
- брейковое очко (от англ. break) — очко, взятое командой со своей подачи (см.ниже съём.2).
- взлёт — короткий быстрый пас нападающему в 3-ю зону, который в момент касания мяча связующим уже находится в воздухе с рукой, готовой для нанесения удара.
- в тапочки — мяч после блока отлетает ровно в пол перед атакующим игроком
- второй темп — вариант атаки, при котором связующий подключает диагональных нападающих.
- диг[англ.] (от англ. dig) — защитный удар, выполняемый в падении, поднимающий мяч вверх ударом тыльной стороной ладони.
- добить до пола — основная цель игры в волейбол.
- доигровка — продолжение атаки, когда принимающая команда не смогла организовать съём (см.ниже съём.2). Продолжительная доигровка характерна для женского волейбола.
- дриблинг (англ. dribbling) — характерное постукивание мяча об пол перед выполнением подачи.
- загнать под шкуру — при атакующем ударе нападающего загнать мяч между сеткой и руками блокирующих.
- зачехлить — закрыть атаку соперника блоком.
- зона конфликта — зона ровно посередине между принимающими игроками. Подача в зону конфликта сильно затрудняет приём.
- котёл — зона в середине площадки за трёхметровой линией. Самое частое направление скидок при нападении.
- морита — атакующий удар, выполненный на ложном замахе, когда нападающий имитирует разбег на взлёт, выдерживает паузу и бьёт уже по опускающемуся блоку соперника. Эта красивая и сложная комбинация, названная по фамилии японского волейболиста Дзюнго Мориты, чемпиона Олимпийских игр 1972 года, в настоящее время крайне редко применяется в профессиональном волейболе.
- матчбол , матч-пойнт — очко, выигрыш или проигрыш которого может решить исход всего матча.
- надеть на уши — игровая ситуация, когда отразившийся от блока мяч ударяется обратно в атакующего. Неприятный для игрока результат атаки.
- организованный блок — правильно построенный сомкнутый групповой блок, закрывающий наиболее вероятное направление удара и создающий максимальные проблемы атакующему.
- отведённый пас — атакующему удобнее всего атаковать мячом, доведённым прямо на линию сетки, что увеличивает сектор удара. Если же пас для атакующего удара неудачно отведён далеко от сетки, то это затрудняет успешный удар.
- отыграться от блока — несильным ударом об край блока отправить мяч в аут или оставить в игре для более успешной доигровки.
- пайп (англ. pipe) — вариант атаки, когда связующий подключает к атаке игрока из 6-й зоны. При этом атакующий игрок бьёт, отталкиваясь из-за трёхметровой линии.
- первый темп — вариант атаки, при котором связующий передаёт мяч коротким пасом игроку из третьей зоны.
- переходящий мяч — мяч, перелетающий на сторону противника невысоко над сеткой, позволяющий легко выиграть очко атакой с первого же удара; обычно возникает при неудачном приёме подачи.
- планер или флот (от англ. float) — планирующая подача, при которой мяч летит по неустойчивой траектории, меняя направление полёта.
- позитивный приём — хороший приём подачи, который позволяет связующему выбрать любую задуманную им передачу и комфортно её сыграть.
- сброс, скидка — обманный удар, совершаемый при лёгком соприкосновении с мячом раскрытой кистью, при этом мяч направляется пальцами.
- сняться — выиграть очко в результате своей атаки после подачи соперника.
- схема 4-2, 5-1, 6-2 — различные тактические схемы игры
  - 4-2 — четыре нападающих и два связующих в противоположных зонах, передачу отдаёт тот из них, кто находится на передней линии
  - 5-1 — пять нападающих и один связующий, выходящий на передачу с передней и с задней линии
  - 6-2 — четыре нападающих и два связующих, передачу отдаёт тот из них, кто выходит с задней линии, в то время как связующий на передней линии играет в атаке.
- съём — 1. мощный удар по мячу в верхней точке его траектории, 2. выигрыш мяча на подаче противника (см.выше брейковое очко).
- эйс (от англ. ace) — очко, выигранное непосредственно с подачи, когда мяч доведён до пола или произошло только одно касание и мяч ушёл в аут.
- монстр-блок (от англ. monster block) — особенно удачный блок.
- сэт-бол (от англ. set ball) — контрольное очко.

Существует также множество других жаргонных названий для различных комбинаций, технических элементов и игровых эпизодов.

## Выдающиеся волейболисты
В 2000 году Международная федерация волейбола проводила опрос по определению лучших волейболистов XX века. Среди женщин на это звание были номинированы Лан Пин (Китай), Инна Рыскаль (СССР), Регла Торрес (Куба) и Фернанда Вентурини (Бразилия), среди мужчин было 8 претендентов — Петер Бланже (Нидерланды), Томаш Вуйтович (Польша), Карч Кирай (США), Уго Конте (Аргентина), Йозеф Мусил (Чехословакия), Кацутоси Нэкода (Япония), Константин Рева (СССР) и Ренан Даль Зотто (Бразилия).
По итогам опроса лучшей волейболисткой прошлого века была признана Регла Торрес, лишь на несколько голосов опередившая Инну Рыскаль, которой также присудили награду. Лучшим волейболистом был объявлен Карч Кирай — первый трёхкратный олимпийский чемпион по волейболу, выигравший две золотые медали в классическом волейболе (1984, 1988) и одну в пляжном (1996). Лучшими командами XX века стали трёхкратный чемпион мира мужская сборная Италии 1990—1998 годов и женская команда Японии 1960—1965 годов.
Наибольшее количество медалей в истории волейбола на Олимпийских играх завоевали бразилец Сержио Сантос (два золота и два серебра в период с 2004 по 2016 год), российский волейболист Сергей Тетюхин (золото, серебро и две бронзы в 2000—2012 годах) и итальянец Самуэле Папи (два серебра и две бронзы на Играх 1996—2004, 2012 годов). Среди женщин это кубинка Ана Ибис Фернандес (три золотые медали и одна бронзовая в 1992—2004 годах) и советская волейболистка Инна Рыскаль, которая на четырёх Олимпиадах (1964—1976) завоевала 2 золотые и 2 серебряные медали.

## Рекорды
- 19 июля 1983 года во время товарищеского матча между сборными Бразилии и СССР, проходившего на футбольном стадионе «Маракана», был установлен рекорд посещаемости волейбольного матча — более 100 тысяч зрителей[30]. Рекордным по посещаемости официальным матчем стал стартовый поединок мужского чемпионата мира между сборными Польши и Сербии, собравший 30 августа 2014 года на трибунах Национального стадиона в Варшаве 61 500 зрителей[31].
- Самый крупный счёт в волейбольной партии по новой системе подсчёта очков — 25:1 — был зафиксирован 13 июня 2009 года в первом и втором сетах матча отборочного турнира женского чемпионата мира в Накхонпатхоме между сборными Таиланда и Бангладеш — 25:1, 25:1, 25:3[32]. Счёт 25:0 в партии впервые был зафиксирован на клубном уровне 13 октября 2009 года в Улан-Удэ в матче чемпионата России среди команд высшей лиги «А» между «Хара Морином» и читинской «Забайкалкой». Результат игры — 3:0 (25:12, 25:0, 25:16)[33].
- Рекорд по наибольшей продолжительности партии по новым правилам установили в 2013 году в рамках мужского чемпионата Южной Кореи «Кореан Эйр Джамбос» (Инчхон) и «Раш энд Кэш» (Ансан) — третий сет этого матча длился 48 минут и завершился со счётом 56:54 в пользу «Джамбос»[34].
- Мировым рекордом по результативности обладает кубинский диагональный Леонардо Лейва, который 21 апреля 2013 года в матче между южнокорейским клубом «Самсунг Файр Блюфэнгс» и японским «Сакаи Блэйзерс» набрал 59 очков (57 в атаке при реализации 64 %, 1 на блоке и 1 эйс)[35]. У женщин последний рекорд был установлен 12 декабря 2015 года азербайджанской волейболисткой Полиной Рагимовой, набравшей 58 очков в матче чемпионата Японии между «Тойотой Ауто Боди Куинсайз» и «Хитати Райвел»[36].